# Butanotiol
Butanotiol, (1-butanotiol) también conocido como butil mercaptano, es un líquido volátil, claro o ligeramente amarillento con un olor fétido, extremadamente desagradable, comúnmente descrito como "olor mofeta ". De hecho, el butanotiol es estructuralmente similar a varios componentes principales del aerosol defensivo de una mofeta, pero en realidad no está presente en el aerosol. El olor del butanotiol es tan intenso que la nariz humana puede detectarlo fácilmente en el aire a concentraciones tan bajas como 10 partes por mil millones, si bien el nivel umbral para 1-butanotiol se establece en 1.4 ppb (1,4 partes por mil millones).

## Química
El butanotiol se clasifica químicamente entre los tioles, que son compuestos orgánicos con fórmulas moleculares y fórmulas estructurales similares a los alcoholes, excepto que el grupo sulfhidrilo que contiene azufre (-SH) reemplaza en la molécula al grupo hidroxilo que contiene oxígeno (-OH). La fórmula molecular básica del butanotiol es C4H9SH, y su fórmula estructural es similar a la del alcohol n -butanol.  
El butanotiol se prepara mediante la adición catalizada por radicales libres de sulfuro de hidrógeno al 1-buteno. Comercialmente, esto se realiza utilizando luz ultravioleta.  
{\displaystyle {\ce {CH3-CH2-CH=CH2 + H2S -> CH3-CH2-CH2-CH2SH}}}
También es posible obtenerlo a partir de 1-bromobutano por reacción con el sulfuro ácido de sodio
{\displaystyle {\ce {CH3-CH2-CH2-CH2Br + NaHS -> CH3-CH2-CH2-CH2SH + NaBr}}}
El butanotiol es un tiol de bajo peso molecular y es altamente inflamable. 

## Usos
El butanotiol se usa como solvente industrial y como intermediario para los defoliantes de algodón.  A veces se utiliza en artículos de broma en las conocidas como bombas fétidas o  "bombas malolientes" o en otros artículos similares.   

## Seguridad
El butanotiol es un compuesto químico muy nocivo y cáustico y en concentraciones suficientemente altas, produce graves efectos en la salud tanto en humanos como en animales, especialmente como resultado de una exposición prolongada. Concentraciones más altas pueden llevar a la pérdida del conocimiento y al coma después de una exposición prolongada. La inhalación de grandes concentraciones de vapor puede provocar síntomas como cefalea, mareos, cansancio, náuseas y vómitos. Los síntomas de una reacción alérgica pueden incluir erupción, picor, hinchazón, dificultad para respirar, sensación de hormigueo en las manos y los pies, mareos, aturdimiento, dolor de pecho, dolor muscular o enrojecimiento. El contacto con la piel y las membranas mucosas provoca quemaduras y el contacto con los ojos puede provocar visión borrosa o ceguera completa.

## Otros
- Departamento de trabajo de los Estados Unidos Archivado el 30 de septiembre de 2017 en Wayback Machine.
- The Good Scents Company
- HazMap